# BL 18インチ列車榴弾砲
オードナンス BL 18インチ列車榴弾砲（Ordnance BL 18 inch howitzer on truck, railway ）とは、第一次世界大戦中に開発されたイギリスの列車砲である。この砲は西部戦線で進行した、自走砲の大口径化の一つの結果であった。しかし本砲は1920年まで就役することがなかった。

## 概要

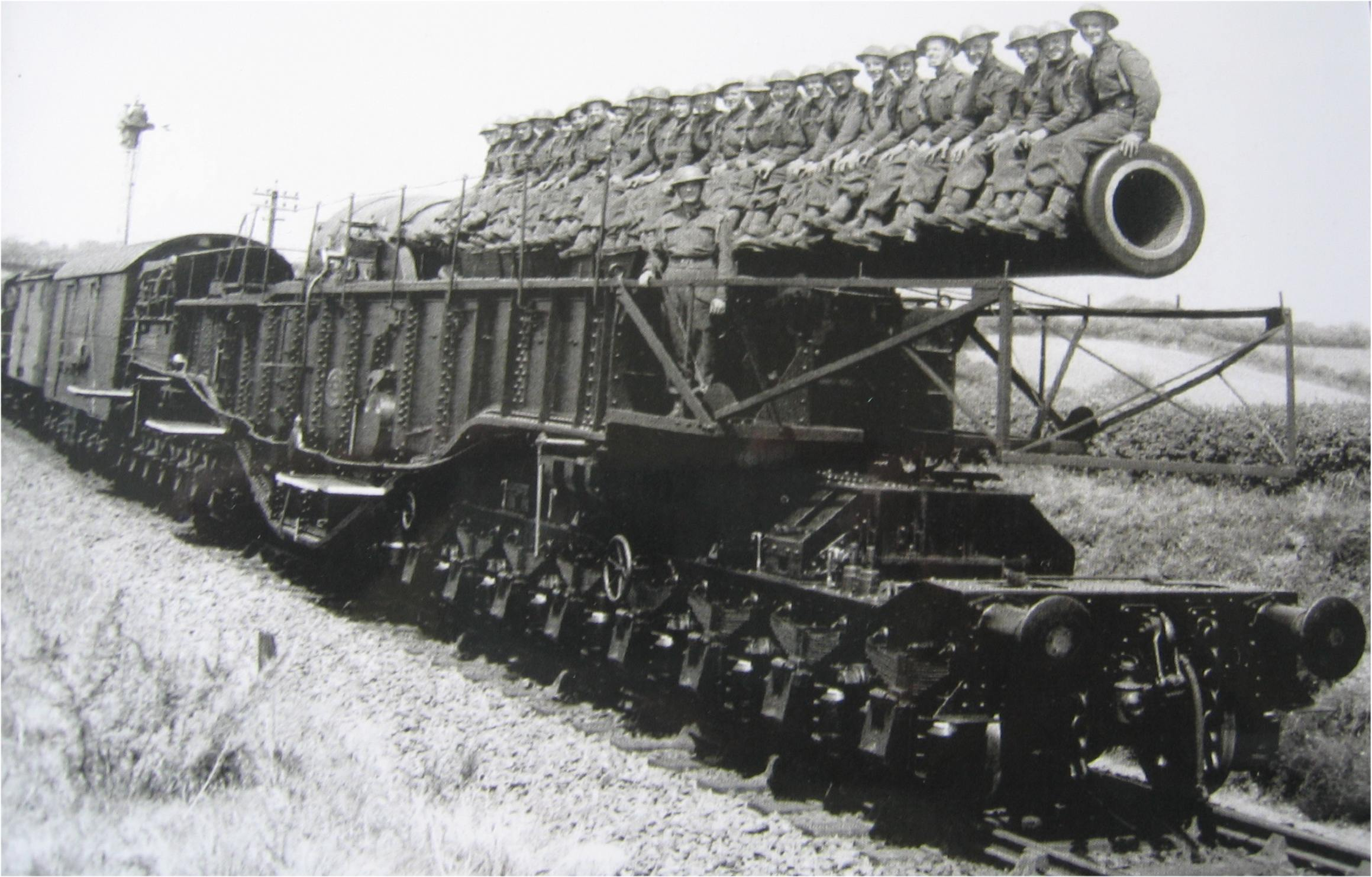
砲上で撮影に応じるボッシュバスターの兵員。

5門の砲と2輌の完備状態の貨車および機材が生産された。第一次世界大戦後、これらの兵装は確かに大口径ではあるものの、その比較的短い射程のために何の利点も持たず、保管状態に置かれた。
第二次世界大戦において、2輌の貨車は13.5インチ砲の据砲のために用いられ、これらはフランスの海峡沿岸を占拠したドイツ軍の目標に対して投入することができた。1940年の後半、1門の18インチ榴弾砲が、ボッシュバスターと名付けられた貨車の上に搭載された。この貨車は第一次世界大戦中に14インチ砲を搭載して運用されていたものであった。この砲は、ケント州に敷設されたエルハム・カンタベリー線上に所在する小村ビショップスボーンに、沿岸防御用として配備された。当時のイギリスにはドイツ軍の侵攻が懸念されており、これに対抗するための予防措置であった。
本砲の射程は海峡の超越射撃には不十分であり、このために本砲が就役中に砲撃を行うことは決して無かった。

## 残存車輛
- 一門の砲が試験貨車に搭載され、ラークヒル駐屯地に現存している。